# Cycle du porc
 (octobre 2018).
Si vous disposez d'ouvrages ou d'articles de référence ou si vous connaissez des sites web de qualité traitant du thème abordé ici, merci de compléter l'article en donnant les références utiles à sa vérifiabilité et en les liant à la section « Notes et références ».

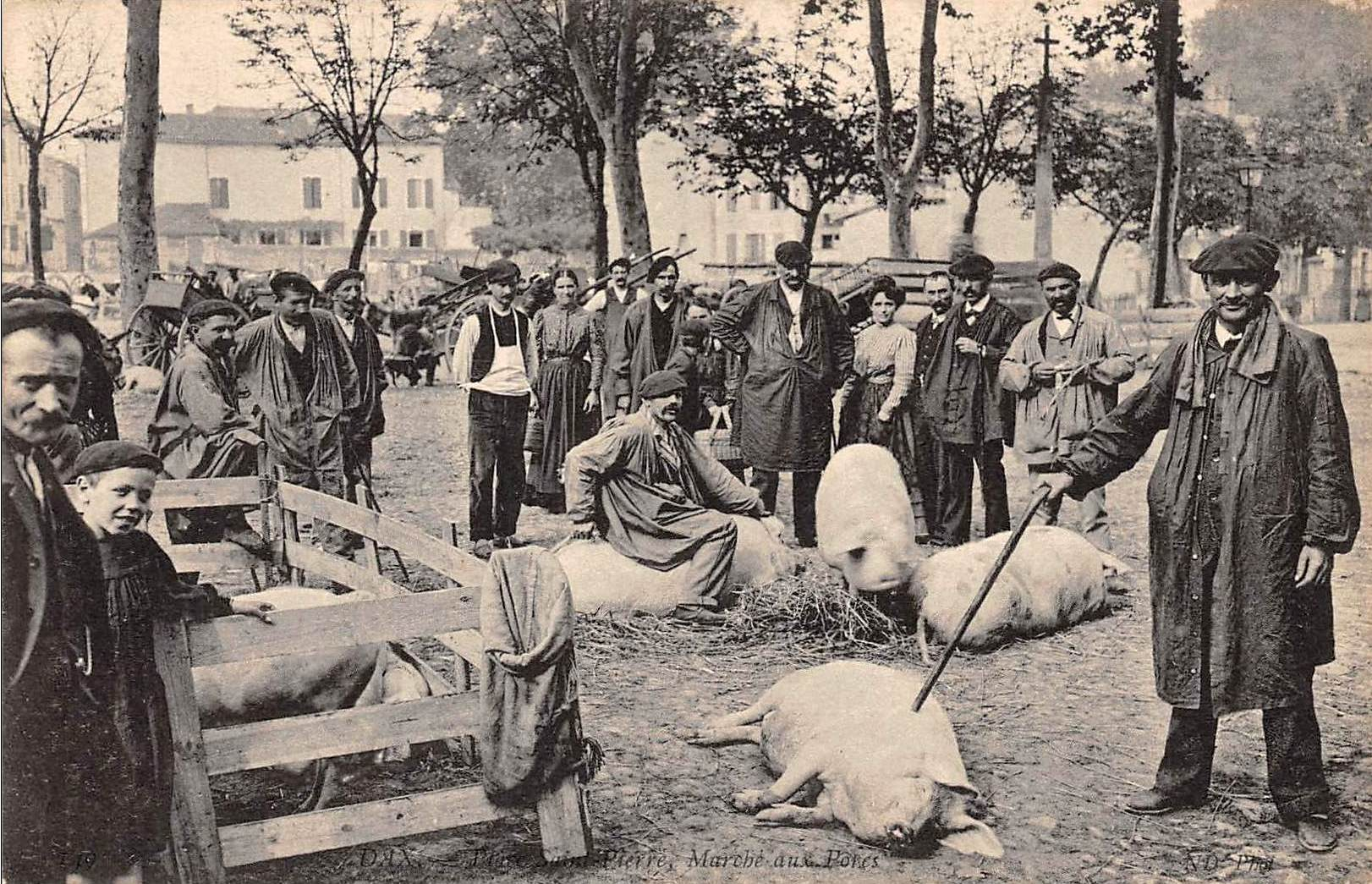
Marché aux porcs à Dax au début du XXe siècle.

Graphique qui montre le cycle du porc.

Le cycle du porc est une expression, initialement issue des sciences agricoles, pour décrire la fluctuation périodique du marché des porcs. Son emploi s’est ensuite étendu également dans le domaine économique.

## Description
Quand les prix ont tendance à atteindre des valeurs élevées, les investissements ont tendance à augmenter. Toutefois, cet effet est retardé par le temps nécessaire pour la reproduction des animaux. Le marché se sature et cela se traduit par une baisse des prix. Par conséquent, la production diminue, mais les effets sont observés seulement
après un certain temps, quand on reviendra à une situation d’augmentation de la demande et à une hausse des prix. Ce processus se répète de façon cyclique. Le graphique offre-demande qui en résulte ressemble à une toile d’araignée. L’économiste agricole Mordecai Ezekiel a été l’un des premiers à donner une interprétation du cycle du porc. 
En économie, ce concept a été appliqué de manière similaire pour la description de différents types de marché. Par exemple, dans le cadre du marché du travail, des salaires élevés ou plus de possibilités d’insertion professionnelle dans un secteur particulier provoquent une augmentation des inscriptions à l’université dans une certaine orientation d’études. Après un certain temps, on arrivera à une condition de saturation de l’offre de travail et le nombre des inscriptions à l’université aura tendance à diminuer. La production de produits industriels, le marché immobilier et la production de pétrole et de ses dérivés sont d’autres exemples importants où le cycle du porc est utilement appliqué.